# Edward Everett Hale

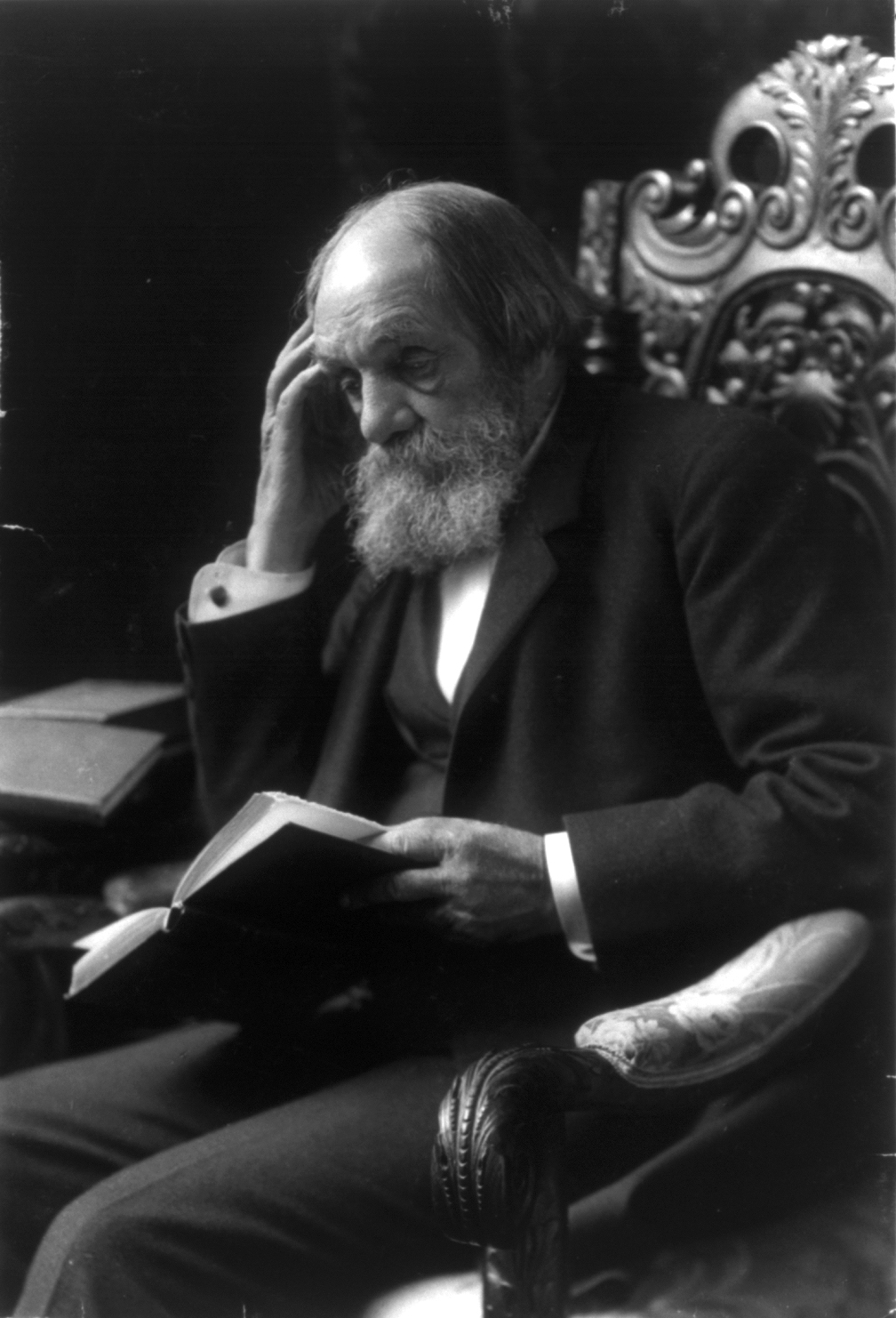
Edward Everett Hale im Jahr 1905

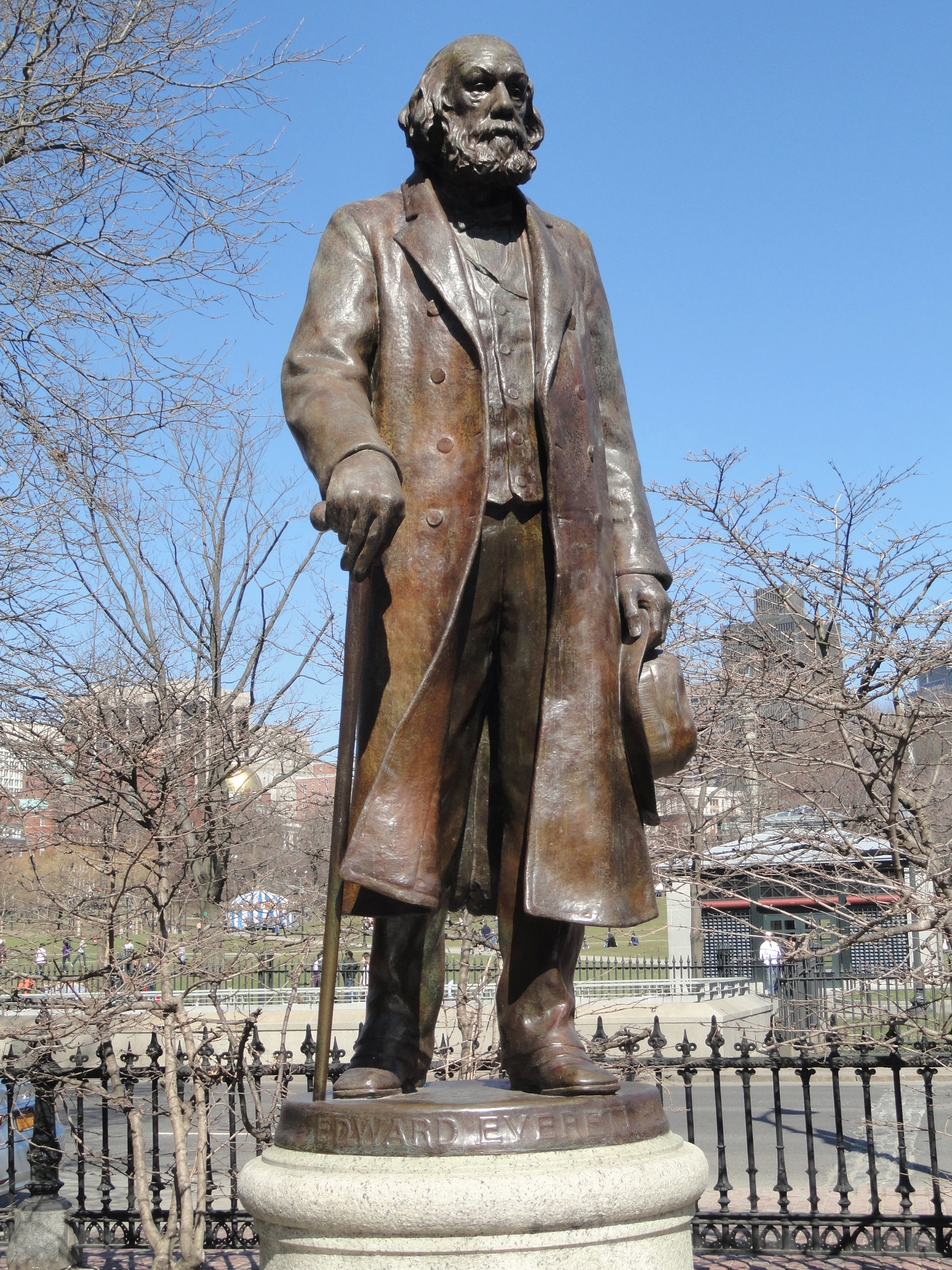
Statue im Boston Public Garden

Edward Everett Hale (* 3. April 1822 in Boston, Massachusetts; † 10. Juni 1909 in Roxbury) war ein US-amerikanischer Schriftsteller und Prediger der Unitarier und Kongregationalisten. 

## Leben und Wirken
Hale wurde am 3. April 1822 in Boston als Sohn von Nathan Hale (1784–1863), Inhaber und Herausgeber der Tageszeitung Boston Daily Advertiser, und Sarah Preston Everett geboren. Hale war ein Großneffe von Nathan Hale, der während des Unabhängigkeitskrieges von den britischen Truppen wegen Spionage hingerichtet worden war.
Hale wandte sich bereits früh dem Schreiben zu. Er studierte zunächst Literatur am Harvard College und im Anschluss Theologie an der Harvard Divinity School. Hier traf er unter anderem auf die Ideen von William Ellery Channing und wandte sich dem Unitarismus zu. 1842 wurde er als Prediger der Unitarier zugelassen, 1846 wurde er Pastor der unitarischen Gemeinde im neuenglischen Worcester. 1852 heiratete er Emily Baldwin Perkins, Nichte des Gouverneurs von Connecticut und des US-Senators Roger Sherman Baldwin. Zusammen sollte das Paar neun Kinder bekommen, darunter die spätere Grafikerin Ellen Day Hale und den Schriftsteller und impressionistischen Maler Philip Leslie Hale. 1856 verließ Hale die unitarische Kirche und wurde Pastor an der kongregationalistischen Gemeinde South Congregational Church in Boston; ein Amt, das er bis 1899 innehatte. 1847 wurde Hale zum Mitglied der American Antiquarian Society gewählt. 
Neben seiner pastoralen Arbeit wurde Hale vor allem als Schriftsteller bekannt. Seit 1859 verfasste er eine Reihe von Kurzgeschichten und wurde ein wichtiger Vertreter des amerikanischen Realismus. Sein bekanntestes Werk war das 1863 als Unterstützung für die Nordstaaten im Amerikanischen Bürgerkrieg verfasste Buch Der Mann ohne Land. Hale sprach sich öffentlich gegen die Sklaverei aus und nahm sich der ins Land kommenden irischen Einwanderer an. 1865 wurde er Mitglied der American Academy of Arts and Sciences. 1871 erschien sein moralistischer Roman Ten Times One Is Ten. In der 1881 publizierten Geschichte Hands Off durchläuft ein Erzähler die Zeit, um Ereignisse im Zeitablauf verändern oder alternativ Zeitstränge erstellen zu können. Daher wird Hale auch als Pionier der aufkommenden Science-Fiction- und Zeitreise-Geschichten angesehen. 
Im Jahr 1903 wurde er Kaplan des US-Senats. 1909 starb Hale in Roxbury, wo er seit 1869 gelebt hatte. Er wurde auf dem Forest Hills Cemetery beigesetzt. Im Boston Public Garden erinnert heute eine Statue an ihn.